# Ctenosaura flavidorsalis
Espèce
Statut de conservation UICN

 NT  : Quasi menacé
Ctenosaura flavidorsalis est une espèce de sauriens de la famille des Iguanidae.

## Répartition
Cette espèce se rencontre au Guatemala, au Salvador et au Honduras. 

## Publication originale
- Köhler & Klemmer, 1994 : Eine neue Schwarzleguanart der Gattung Ctenosaura aus La Paz, Honduras. Salamandra, vol. 30, n. 3, p. 197-208.